# Савршеност (будизам)
Савршеност (санскрит, пали: pāramitā или пали: pāramī) у будизму означава етичку савршеност (изграђеност) карактера. 

## Десет савршености
Десет чинилаца савршенстава у теравада будизму су:
1. давање (dāna)
2. врлина (sīla), кодекс због којег нећемо чинити штетне поступке.
3. одвраћеност (nekkhamma); дословно, „ослобођеност пожуде“.
4. мудрост (paññā)
5. истрајност, енергија (viriya)
6. стрпљивост, издржљивост (khanti)
7. истинољубивост (sacca)
8. одлучност (adhiṭṭhāna)
9. љубав (mettā)
10. спокој (upekkhā)

## Тумачења
Монаси, не уздржавајте се од доброчинстава. Она су израз којим означавамо срећу, оно што је пожељно, прижељкивано, драго и пријатно; то су доброчинства. И добро знам, монаси, да сам због својих доброчинстава задуго доживљавао оно што је пожељно, прижељкивано, драго и пријатно.— Буда
Према Будином учењу, понашање које доноси најмање заслуге је пуко давање материјалних добара, док је највећа благодет победити своје слабости, подаривши мир, највећи могући дар, свим другим бићима.